# Centro cívico de San Juan

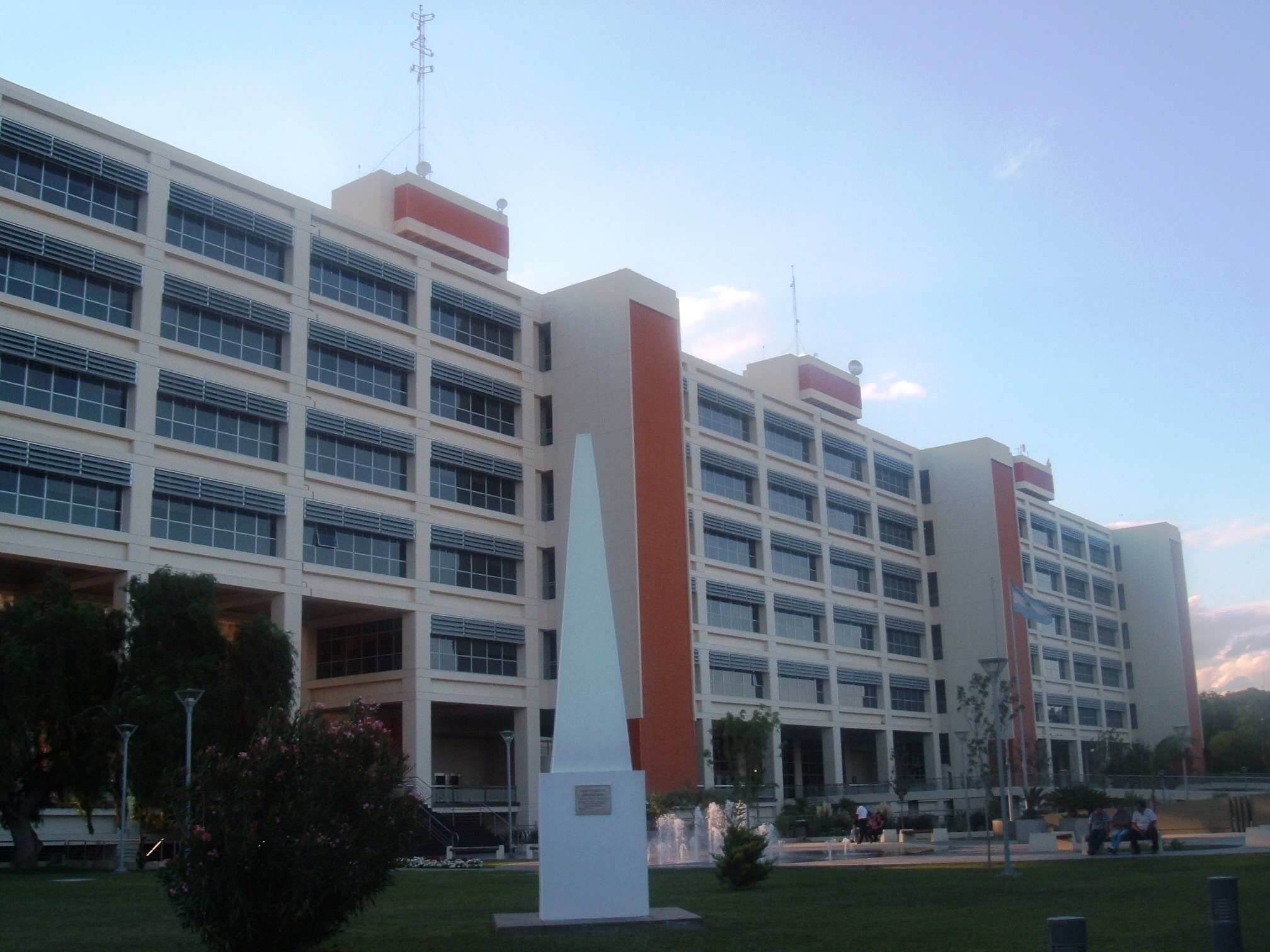
Centro Cívico de San Juan.

El Centro Cívico de San Juan es un complejo edificio ubicado en la Ciudad de San Juan, que concentra gran parte de las oficinas de la administración pública de la provincia homónima, en la República Argentina. Es una obra cuya finalización se retrasó casi 30 años. Durante esas décadas recibió distintos nombres, entre ellos, e informalmente, el de “monumento al cemento”. Fue inaugurada en abril de 2009. En la actualidad, alrededor de 10 000 personas circulan a diario por sus instalaciones.
Está ubicado longitudinalmente al oeste de la Ciudad, circundado por las Avenidas: Libertador General San Martín, al norte y al sur por José Ignacio de la Roza, y por las calles: España este y Las Heras al oeste.

## Historia

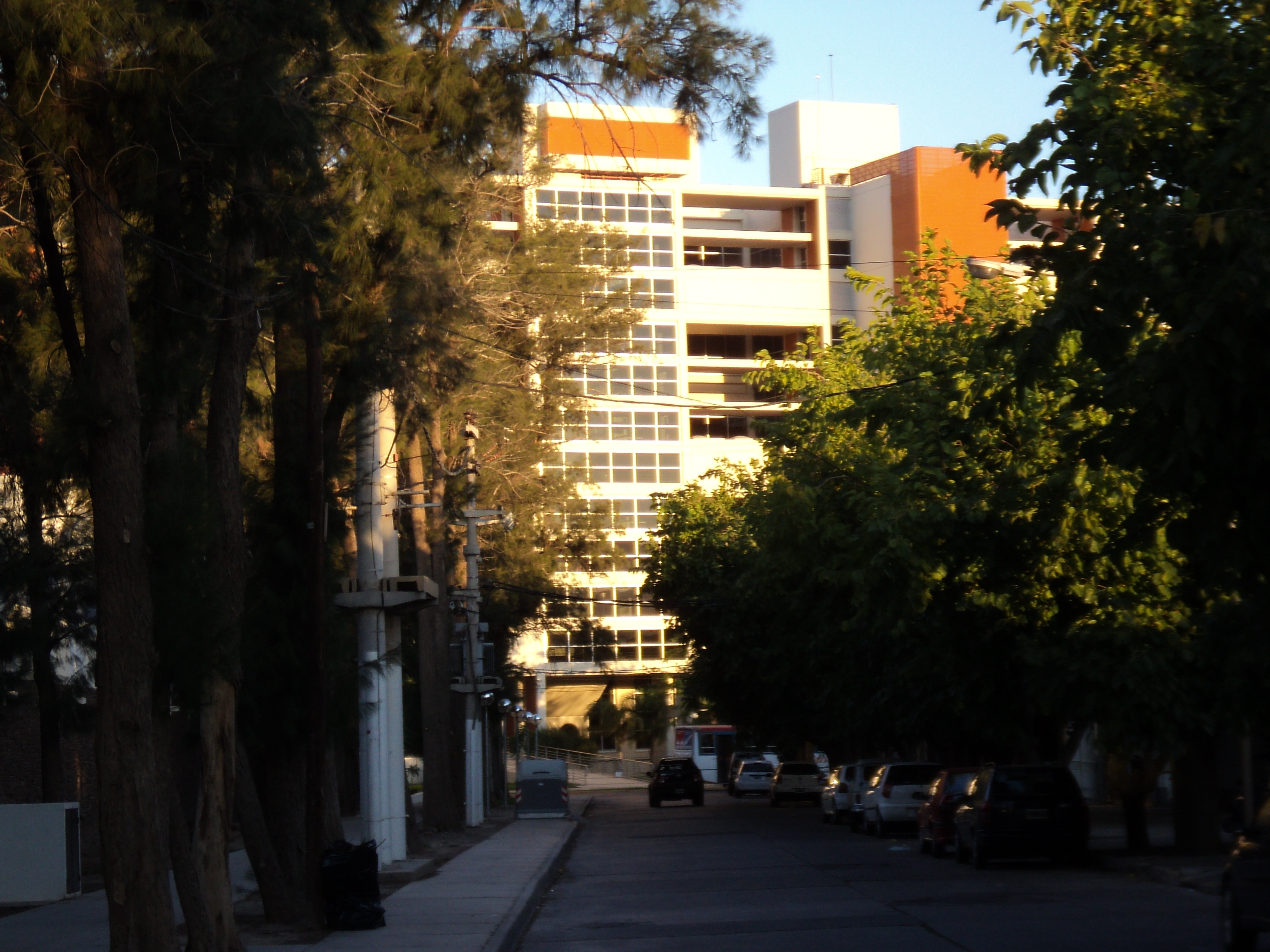
Vista del edificio desde calle Rivadavia, el edificio posee una altura similar a una torre de 11 o 12 pisos.

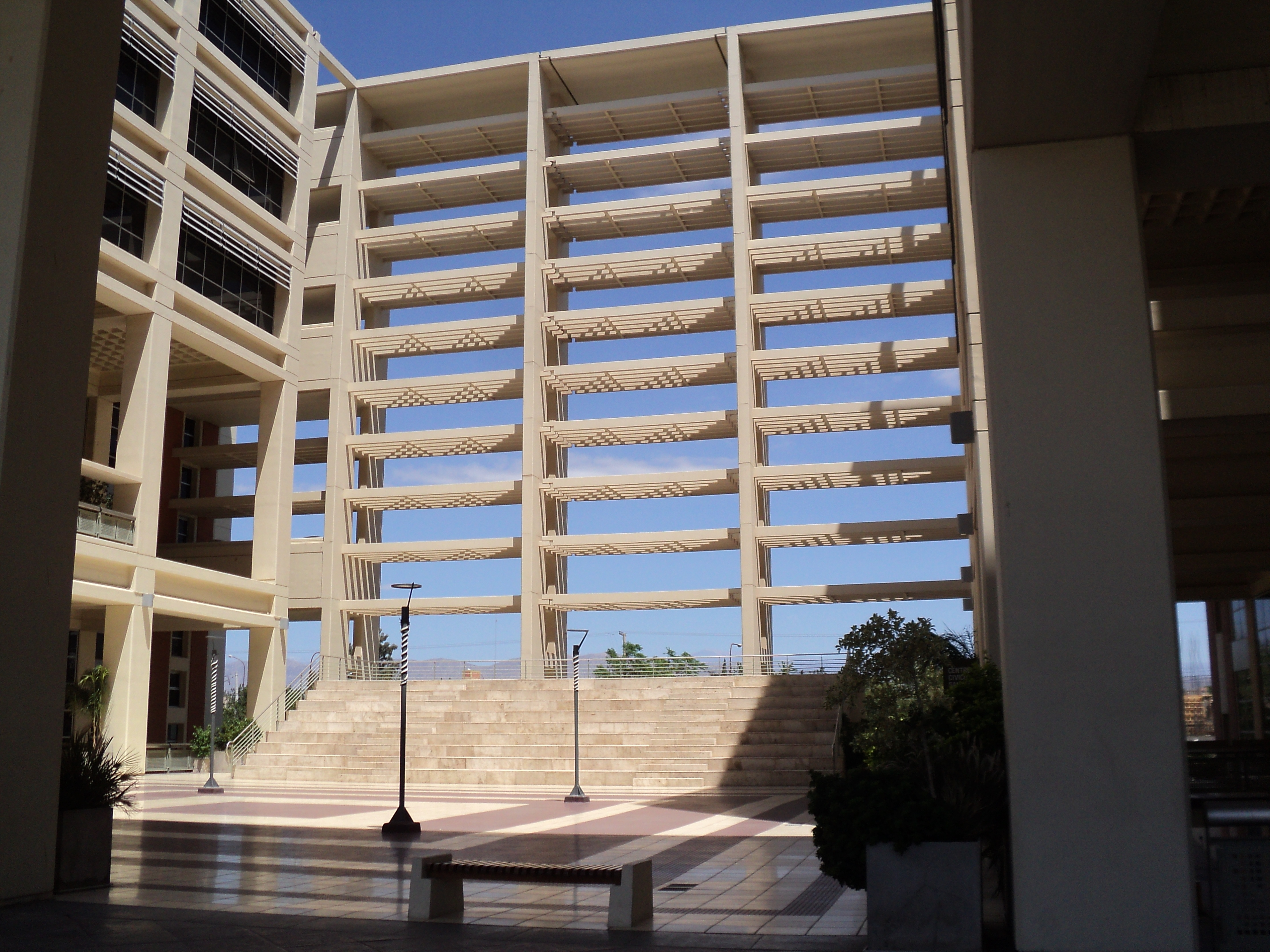
Plaza seca del complejo con tribunas.

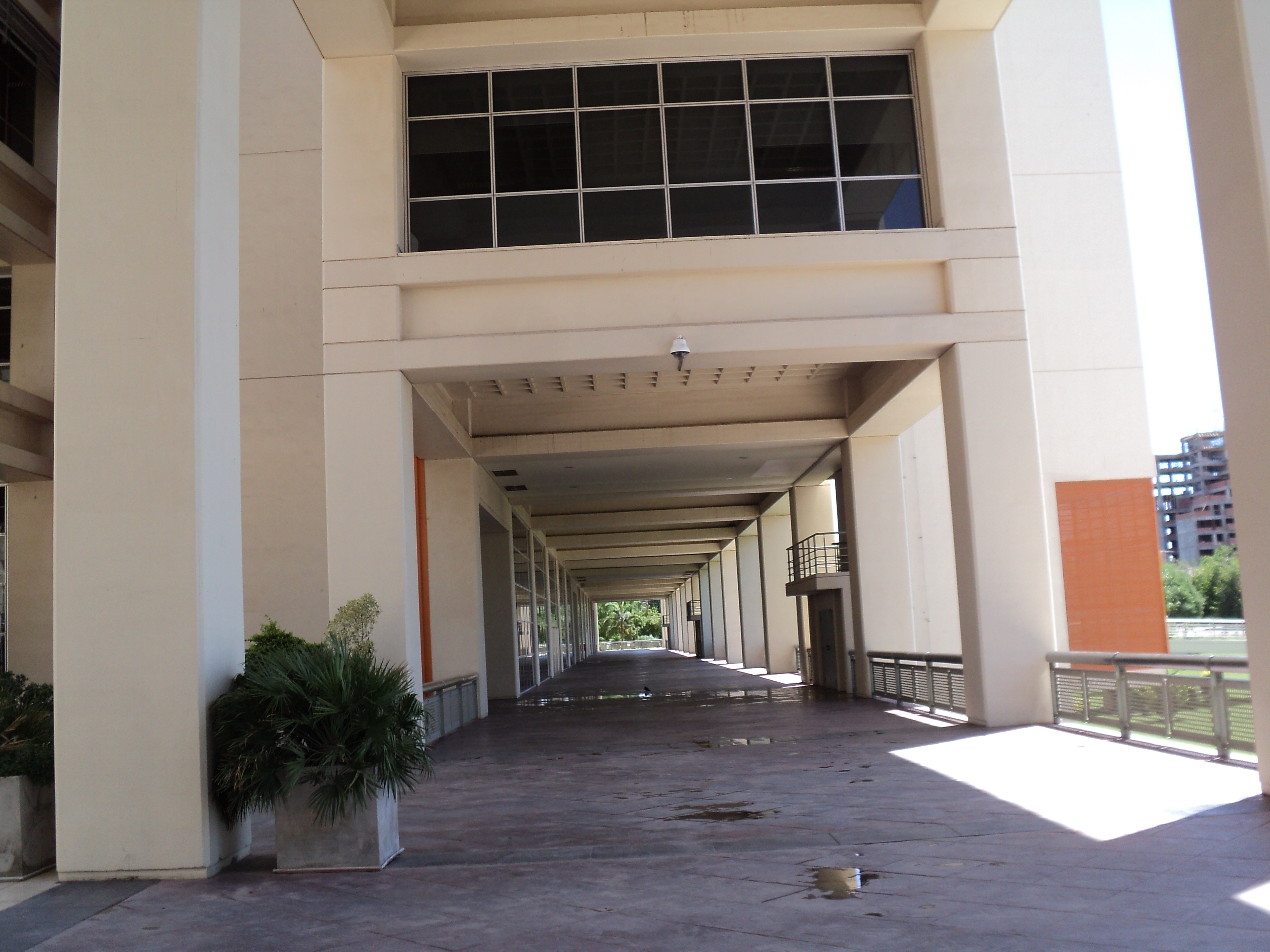
Vista de los extensas galerías de ingreso en la planta baja.

El Centro Cívico comienza a proyectarse luego del terremoto de 1944 que devastó la ciudad de San Juan. Dos años después, el por entonces, presidente Juan Domingo Perón, firmó un decreto para apoyar a dicha provincia con la construcción de obras públicas, entre las que figuraba el edificio del Centro Cívico. Es que con el sismo se había derrumbado la Casa de Gobierno, que fue levantada con materiales de emergencia en terrenos de una escuela cercana a la ciudad (Escuela de Enología), donde está aún. Por lo que se planeó que el nuevo edificio albergaría la casa de gobierno, los ministerios de la administración pública, la legislatura provincial y el poder judicial de San Juan.
Se llamó a un concurso de anteproyectos, y en septiembre de 1971, el jurado declaró desierto el primer premio, por lo cual resultó ganadora la propuesta que recibió el segundo premio. Fue realizada por los arquitectos Antonini-Schon-Zemborain, Juan Llauró y José Urgell, y contempló dos etapas. En la primera se construirían el Poder Ejecutivo (Gobernación y Ministerios) y en la segunda, separada por la calle De la Rosa y conectada mediante un puente peatonal, seguirían los poderes Legislativo y Judicial.
En 1972 el gobernador Carlos Enrique Gómez Centurión anunció que en octubre llamaría a licitación para la construcción de la primera etapa del edificio, que se levantaría con fondos provenientes del gobierno nacional. Las obras se iniciaron simbólicamente el 7 de abril de 1973, con la colocación de la piedra basal. Para 1974 el edificio siguió construyéndose durante el mandato del gobernador Eloy Camus.
En junio de 1976, el presidente Jorge Rafael Videla prometió enviar dinero para continuar la construcción, sin embargo el dinero nunca llegó a destino. Por lo que la obra continuó hasta 1981, cuando terminaron las relaciones contractuales con la empresa constructora, y luego se paralizó durante 24 años. En ese lapso de tiempo muchos gobiernos prometieron continuarla, pero ninguno cumplió.
En 1983, durante el gobierno de facto, cuando el ministro de obras públicas de la Nación, Conrado Bauer, anunció que enviaría fondos (dinero) para comenzar nuevamente la construcción del edificio. Por ello gobierno de la provincia, a cargo de Eduardo Pósleman, debía llamar a licitación. Pero el llamado nunca se ejecutó.
En 1987, el secretario de obras públicas de la provincia de San Juan, Alberto Olivera, dijo que avanzarían en la construcción del edificio. El funcionario prometió que se terminaría una primera etapa usando materiales menos suntuosos que los proyectados, para abaratar costos. Pero fue sólo un anuncio que no prosperó
En 1990 aún existía sólo la estructura del edificio. En 1992, el gobernador Jorge Escobar anunció que estaba buscando el apoyo de inversores extranjeros que financiarían las obras. Pero el dinero tampoco llegó.
En 1994 Juan Carlos Rojas, gobernador, acordó con los arquitectos del proyecto original actualizarlo incorporando las nuevas tecnología y materiales. En ese momento se determinó que para el 30 de abril, el gobierno llamaría a licitación para terminar las obras. Esta licitación nunca se concretó.
El 26 de noviembre de 2004 el gobernador José Luis Gioja prometió terminar el Centro Cívico. La ejecución del proyecto costaría 150 millones de pesos.
El 10 de enero de 2005 se inició la venta de pliegos de licitación, siendo la empresa Petersen Thiele y Cruz, la ganadora, cuya oferta fue de 157.837.687 pesos, como costo final de la obra. El 18 de agosto de 2005, el presidente Néstor Kirchner logró poner en marcha la obra. A partir de ese momento, los trabajos de construcción fueron ininterrumpidos. 
El 5 de junio de 2007 el presidente Kirchner volvió a la provincia, esta vez acompañado por su esposa Cristina Fernández, para inaugurar la primera parte del Centro Cívico. 
El 30 de abril del 2009, la presidenta Cristina Fernández junto al gobernador José Luis Gioja, inauguraron la etapa final del Centro Cívico, quedando finalizada la obra. 
.
El 2 y 3 de agosto de 2010, el Centro Cívico fue sede de la 39 edición de la cumbre del Mercosur, donde asistieron presidentes como Cristina Fernández  por Argentina, Luiz Inácio Lula da Silva por Brasil, Sebastián Piñera por Chile, Evo Morales por Bolivia, Fernando Lugo por Paraguay, José Mujica por Uruguay, con la ausencia tanto de Hugo Chávez Frías por Venezuela, como de Álvaro Uribe Vélez por Colombia, por conflictos internos entre ambos países.

## Arquitectura

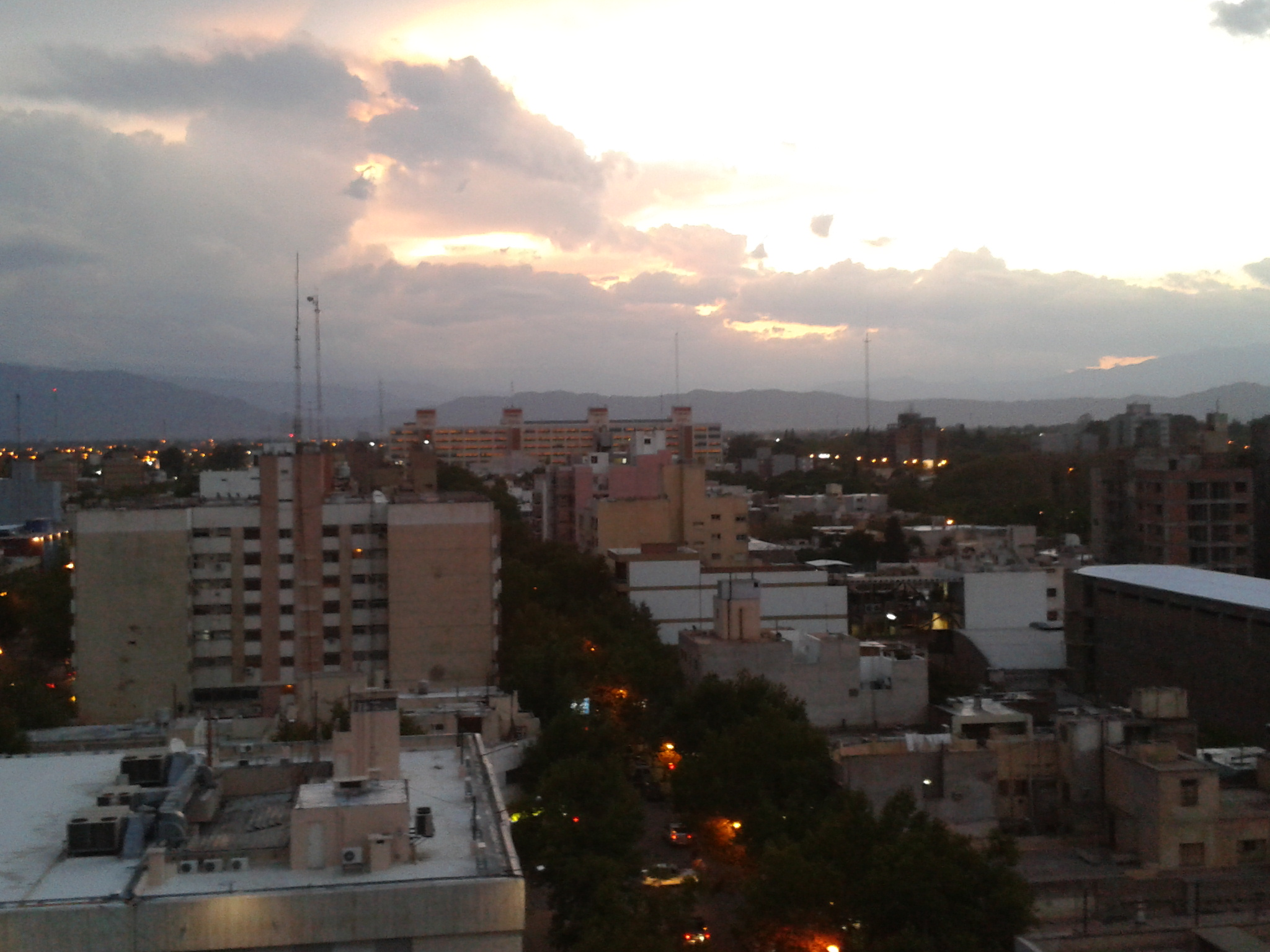
El centro cívico en el panorama urbano junto con el parque al frente

Ubicado en el borde oeste del centro de la ciudad de San Juan, el edificio del Centro Cívico se caracteriza por su acentuada horizontalidad, con fachadas longitudinales que conforman una trama homogénea. Se trata de una arquitectura sistémica, organizada sobre la base de una célula modulada. La estructura del edificio de hormigón, aunque esta pintado- y la valoración de los materiales son características de esta obra que es representativa de la arquitectura neobrutalista. La escala del edificio sobrepasa la de la ciudad y sus características son las propias de las escuelas de arquitectura de la década del 60, configurando también un espacio arquitectónico propio de la modernidad